# Jesse Rutherford
Jesse James Rutherford (Newbury Park, Kalifornia, Egyesült Államok, 1991. augusztus 21. –) amerikai énekes, dalszövegíró, a világhírű The Neighbourhood zenekar frontembere.

## Korai évek
1991. augusztus 21-én született a kaliforniai Newbury Parkban, az Egyesült Államokban. Apja korán meghalt, akiről több számában is megemlékezik, nagyon mélyen érintette az eset. Egy nővére van. Nyilvános szereplése a színészettel kezdődött még gyerekkorában, több filmben és reklámban látható volt. 2002-ben kapott egy szerepet a Life or Something Like It című filmben, ezt követett egy másik szerep a Ted Bundy-ban és egy kis szerepet kapott a Star Trek: Enterprise sorozatban is.

## Zenei karrier
2011-ben megjelent egy önálló mixtape-je, a Truth Hurts,Truth Heals címen. Ezután gyerekkori barátaival állt össze és 2011-ben megalapították a The Neighbourhood zenekart. A nevüket az angol verzió szerint írták le, hogy ne lehessen őket összekeverni és kitűnjenek a sok amerikai zenekar közül. A csapat kizárólag fekete-fehér videókat készített magáról és egy albumuk is ezt a motívumot kapta. Az ötletet Jesse színvaksága adta. Első számuk a Female Robbery volt, ezután következett a Sweater Weather, amik elérték a Billboars alternatív dalok listájának első helyét 2013-ban, valamint több országban és kategóriában toplistás számok lettek. Sikerült betörniük a köztudatba. Jesse az évek során debütált néhány saját számmal és közreműködött más előadókkal is.

## Magánélet
2014 decemberében a New Jersey Newark nemzetközi repülőtéren letartóztatták marihuána birtoklása miatt. 2016-ban megjelent a & című könyve, amelyben számtalan kép és tény jelenik meg róla. Korábban együtt volt Anabel Englund amerikai énekesnővel, de 2014-ben szakítottak. 2016 és 2022 között kapcsolatban élt Devon Carlsonnal, mindennapi életük gyakran dokumentálva volt a rajongók előtt a közösségi oldalakon. 2022 és 2023 között Billie Eilish amerikai énekesnővel volt kapcsolatban.